# Plaza de Mayo
A Praça de Maio (em castelhano Plaza de Mayo) é a principal praça do centro da cidade de Buenos Aires, Argentina. A Praça sempre foi o centro da vida política de Buenos Aires, desde a época colonial até a atualidade. Seu nome comemora a Revolução de Maio de 1810, que iniciou o processo de independência das colônias da região do sul da América do Sul.

## Características
A Praça de Maio encontra-se no chamado microcentro portenho, no bairro de Monserrat. Tem forma aproximadamente retangular e está delimitada pelas ruas Hipólito Yrigoyen, Balcarce, Bernardino Rivadavia e Simón Bolívar. Da praça saem avenidas de grande importância como a Avenida de Maio, que liga a Praça de Maio à Praça do Congresso, e as avenidas Diagonal Sur (Avenida Presidente Julio A. Roca) e Diagonal Norte (Avenida Roque Sáenz Peña). Três linhas do Metrô de Buenos Aires tem estações na Praça ou próximo a ela: Plaza de Mayo (línea A), Catedral (línea D) e Bolívar (línea E), o que, junto com as várias paradas de ônibus (autocarros), conectam a praça com toda a cidade.
Ao seu redor encontram-se vários dos principais monumentos da cidade, como o Cabildo histórico, a Casa Rosada (sede do Poder Executivo da Argentina), a Catedral Metropolitana de Buenos Aires, o edifício do Governo da cidade de Buenos Aires e a casa central do Banco Nación.

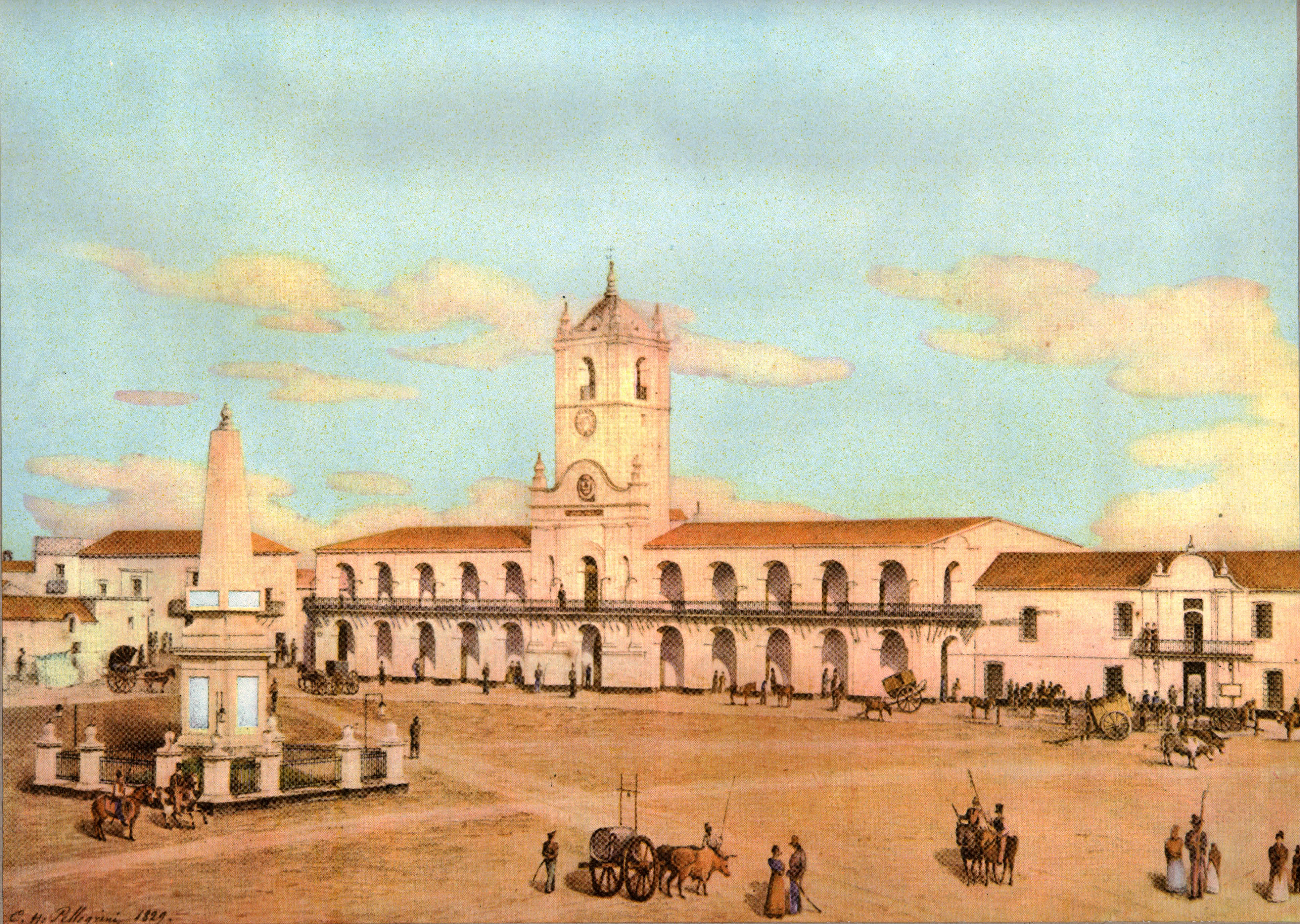
Vista da Pirâmide de Maio e Cabildo em 1829.

A Praça de Maio tem sua origem na Plaza Mayor criada quando da fundação definitiva da cidade por Juan de Garay, em 1580. Nessa época, a área da praça era metade da atual e estava composta apenas pelo setor oeste da praça, onde hoje estão o Cabildo e a Catedral. O setor leste foi reservado para a construção do forte da cidade, que acabou sendo construído mais próximo ao rio da Prata, onde hoje se encontra a Casa Rosada. A metade leste da área, em frente ao forte, foi ocupada no século XVII pelos jesuítas, que ali levantaram uma capela e outros edifícios. Estes foram demolidos mais tarde, dando origem à Plaza de Armas, utilizada para exercícios militares, enquanto que a metade oeste era chamada Plaza Mayor ou Grande. Esta última passou a ser chamada Plaza de la Victoria (Praça da Vitória) após as escaramuças contra os invasores ingleses que tentaram tomar a cidade em 1806 e 1807.
Ainda no século XVI foi construída junto à Praça Maior a igreja matriz da cidade, transformada em catedral a partir de 1620 e reedificada várias vezes (o atual edifício data da segunda metade do século XVIII). Outro importante edifício colonial da praça ainda existente é o Cabildo de Buenos Aires, edifício destinado à administração metropolitana inaugurado em 1740.
Na segunda metade do século XVIII foi sugerida a construção de um edifício destinado ao mercado da cidade no centro da praça. Este estrutura - conhecida como Recova - foi levantada a partir de 1803 e consistia em um edifício alongado, dotado de várias arcadas, que cruzava o meio da praça e a dividia em duas metades, separando fisicamente a Praça de Armas da Praça da Vitória. Sob as arcadas da recova havia várias lojas onde eram vendidos todo tipo de bens. A recova foi um dos marcos da praça até 1883, quando foi demolida. Isso fez com que a praça fosse unificada, dando origem à Praça de Maio atual.

### Século XIX
A 25 de maio de 1811, um ano após a Revolução de Maio, foi decidido comemorar a data com um monumento público. Levantou-se assim um obelisco no centro da Praça da Vitória, conhecido como Pirâmide de Maio. Este monumento foi reformado em 1856 pelo artista argentino Prilidiano Pueyrredón, que revestiu a pirâmide e a base com argamassa e adicionou relevos decorativos. O escultor francês Joseph Dubourdieu foi o autor da estátua da liberdade que coroa a pirâmide, além de outras estátuas ao redor do monumento que foram posteriormente retiradas. Em 1912 o monumento foi transladado até o centro da Praça de Maio, onde se encontra atualmente.
Em 1873 foi inaugurada a estátua equestre de Manuel Belgrano, atualmente localizada em frente à Casa Rosada.

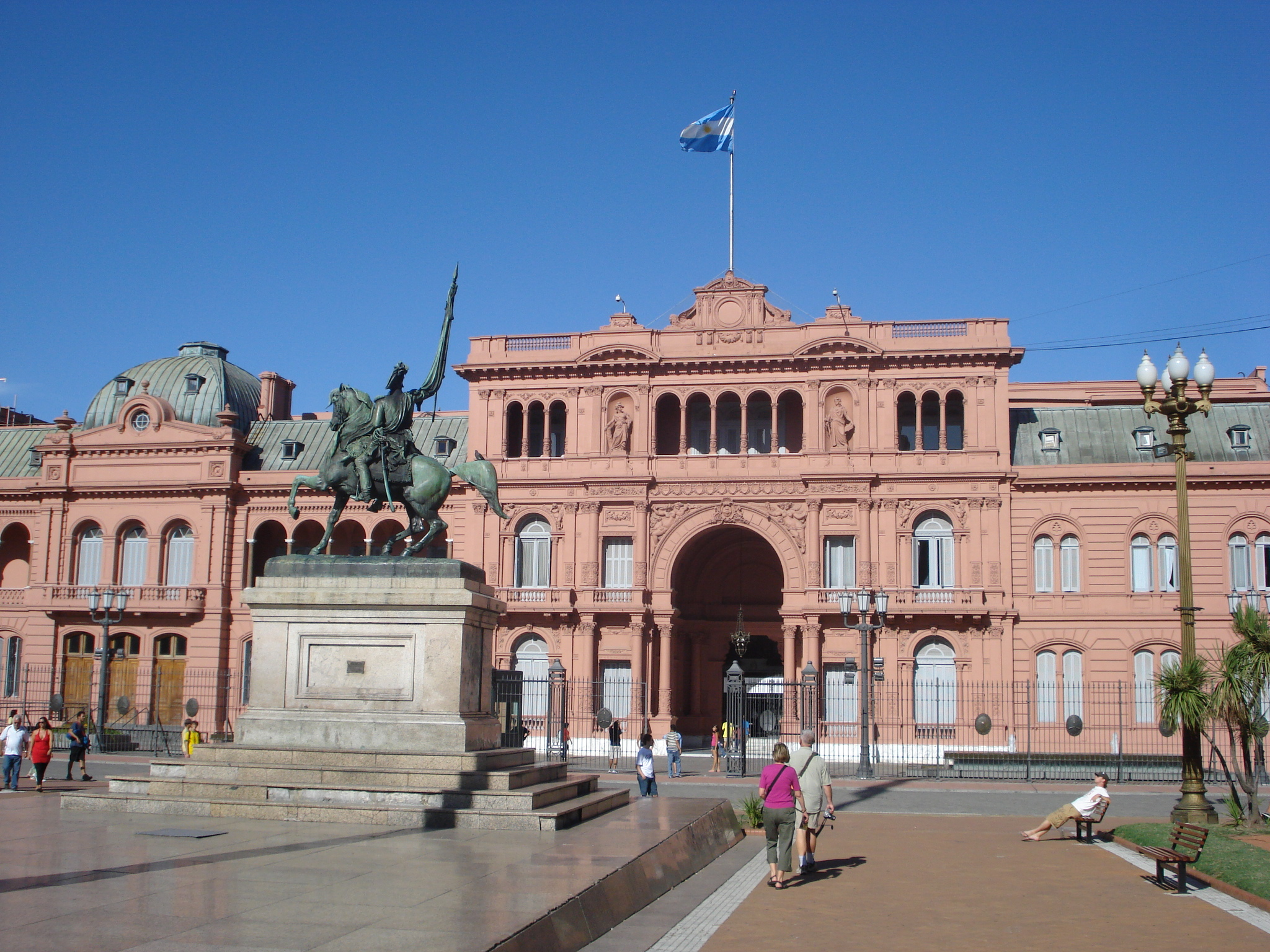
Casa Rosada, sede do poder executivo da Argentina. Vê-se também a estátua equestre de Manuel Belgrano.

O forte da Buenos Aires colonial continuou a ser utilizado como sede de governo após a independência. Na década de 1850 foi parcialmente demolido, sobrando em seu lugar um edifício antigo que continuou sendo sede de governo. Na área do forte foi ainda construída uma nova alfândega (Aduana Nueva) e o edifício dos Correios (1873). Na década de 1880 foi reformada a sede de governo num estilo semelhante ao dos correios, e em 1898 ambos edifícios foram unidos por um pórtico monumental da autoria de Francesco Tamburini, dando origem à atual Casa Rosada.

### Século XX
Em 1912, a Pirâmide de Maio foi movida ao seu lugar atual, no centro da praça. Quatro estátuas que existiam ao seu redor foram então movidas para a praça em frente à Igreja de São Francisco da cidade. Em 1913 foi inaugurada a estação subterrânea do metrô na praça (estação Plaza de Mayo).
Em 1942 a praça foi declarada Lugar Histórico. Em 1977 foi realizada a última reforma importante, com a instalação de canteiros de flores e modificações no calçamento.

## Significado
Durante séculos, a Praça de Maio reuniu ao seu redor importantes instituições como o Cabildo - sede da administração na época da colônia - e o Forte de Buenos Aires, substituído depois pela Casa Rosada - sede de governo colonial e mais tarde da República Argentina. Por isso, a praça sempre foi o epicentro de acontecimentos de grande importância para a cidade e o país. O próprio nome da praça comemora a Revolução de 25 de maio de 1810, quando os habitantes mais destacados da cidade reunidos no Cabildo de Buenos Aires decidiram não mais obedecer ao governo espanhol, à época dominado pelas forças de Napoleão. Essa revolução foi o prenúncio da independência definitiva do país, declarada em 1816 em San Miguel de Tucumán.
Em 17 de outubro de 1945, as mobilizações populares organizadas pela CGT e Eva Perón terminaram com a libertação de Juan Domingo Perón, que mais tarde seria eleito presidente da Argentina. Desde então, o movimento peronista se reúne anualmente na Praça de Maio para celebrar.
Muitos outros presidentes, democratas ou não e até jogadores de futebol e sua torcida, também desfrutam em celebrar na praça seus triunfos.
Desde a década de 1970 as Mães da Praça de Maio se reúnem com fotos de seus filhos desaparecidos pelos militares durante a ditadura argentina.
O povo argentino foi a Praça mais uma vez em março de 1982, para exigir o fim da ditadura, e novamente em 2 de abril do mesmo ano, para celebrar o ditador Leopoldo Galtieri, que havia decidido ocupar as Ilhas Malvinas, dando começo assim a Guerra das Malvinas.
A Praça de Maio também foi cenário dos conflitos sociais ocorridos em 19 e 20 de dezembro de 2001 que levaram à renúncia do presidente Fernando de la Rúa.

## Imagens da praça e suas imediações

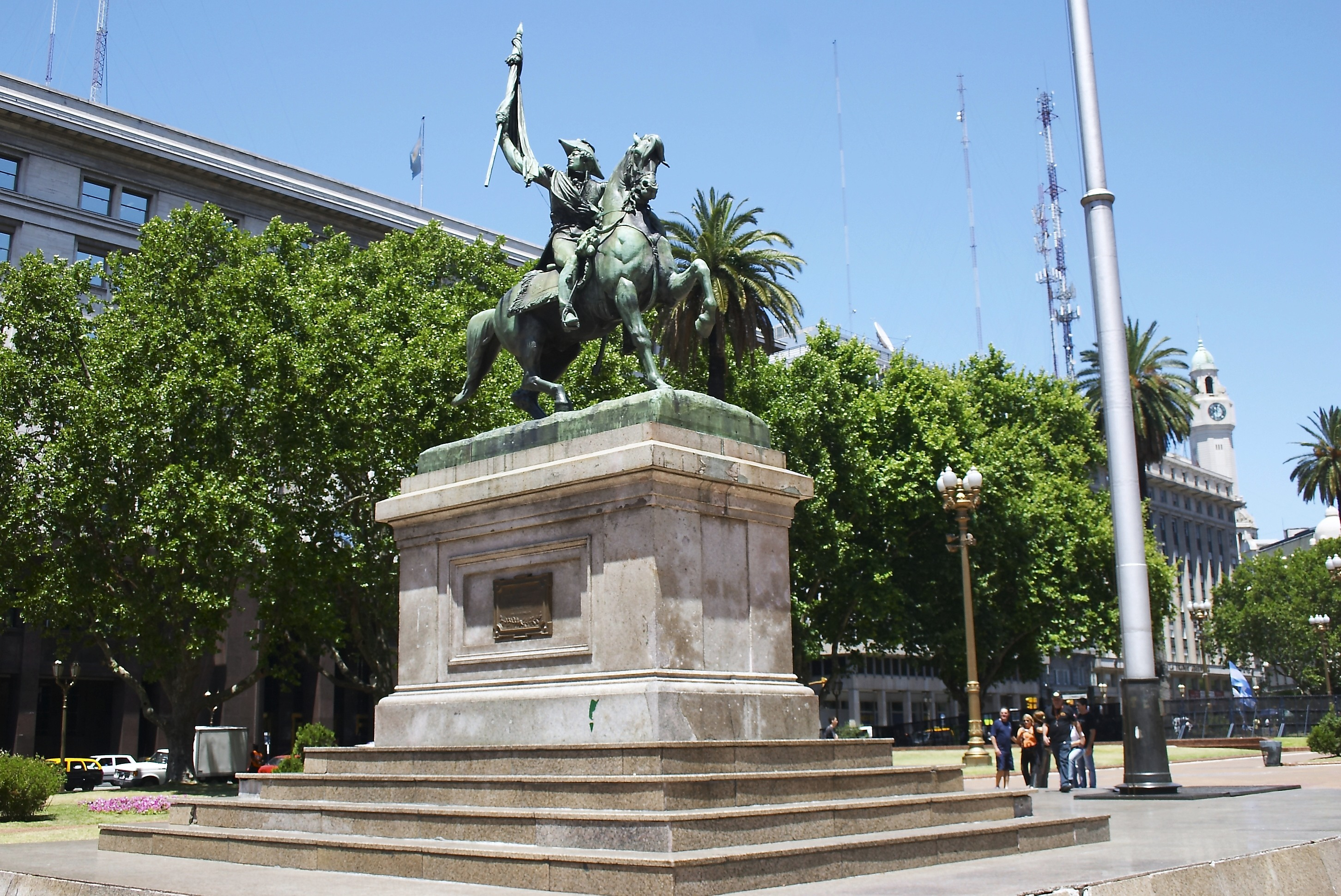
Estatua equestre de Manuel Belgrano
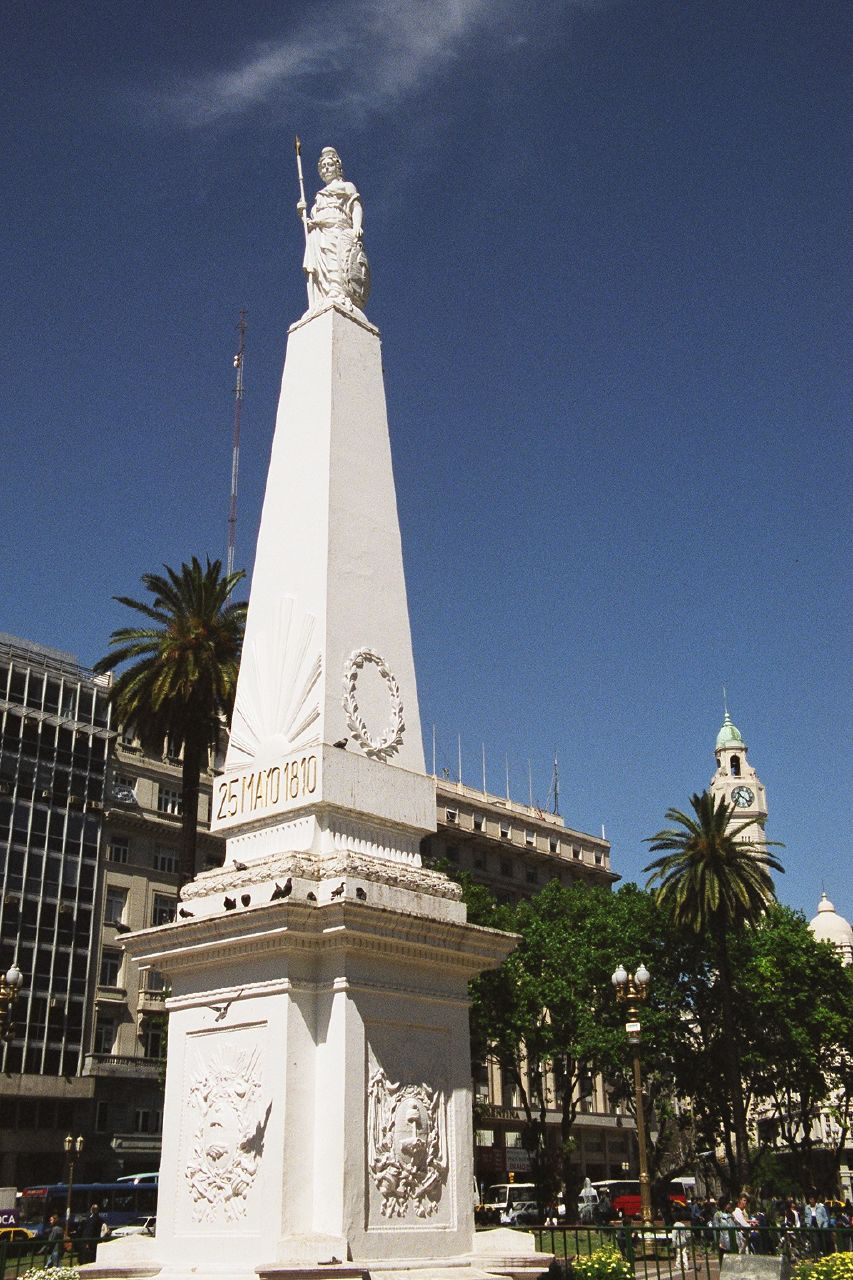
Pirámide de Mayo
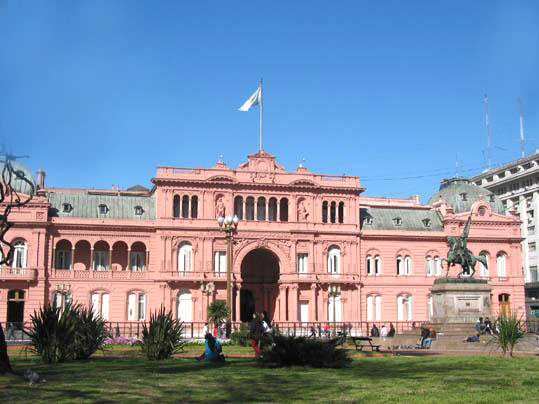
Casa Rosada
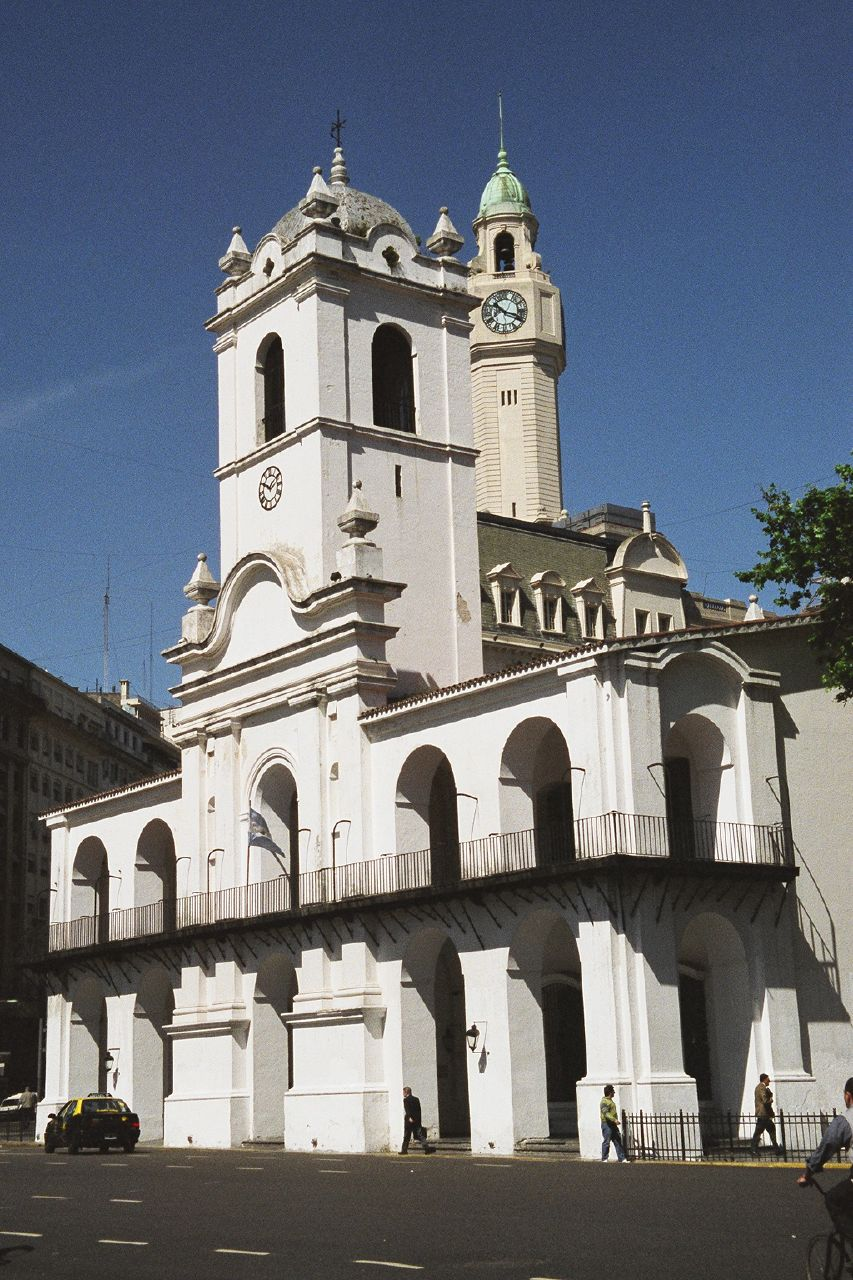
Cabildo de Buenos Aires
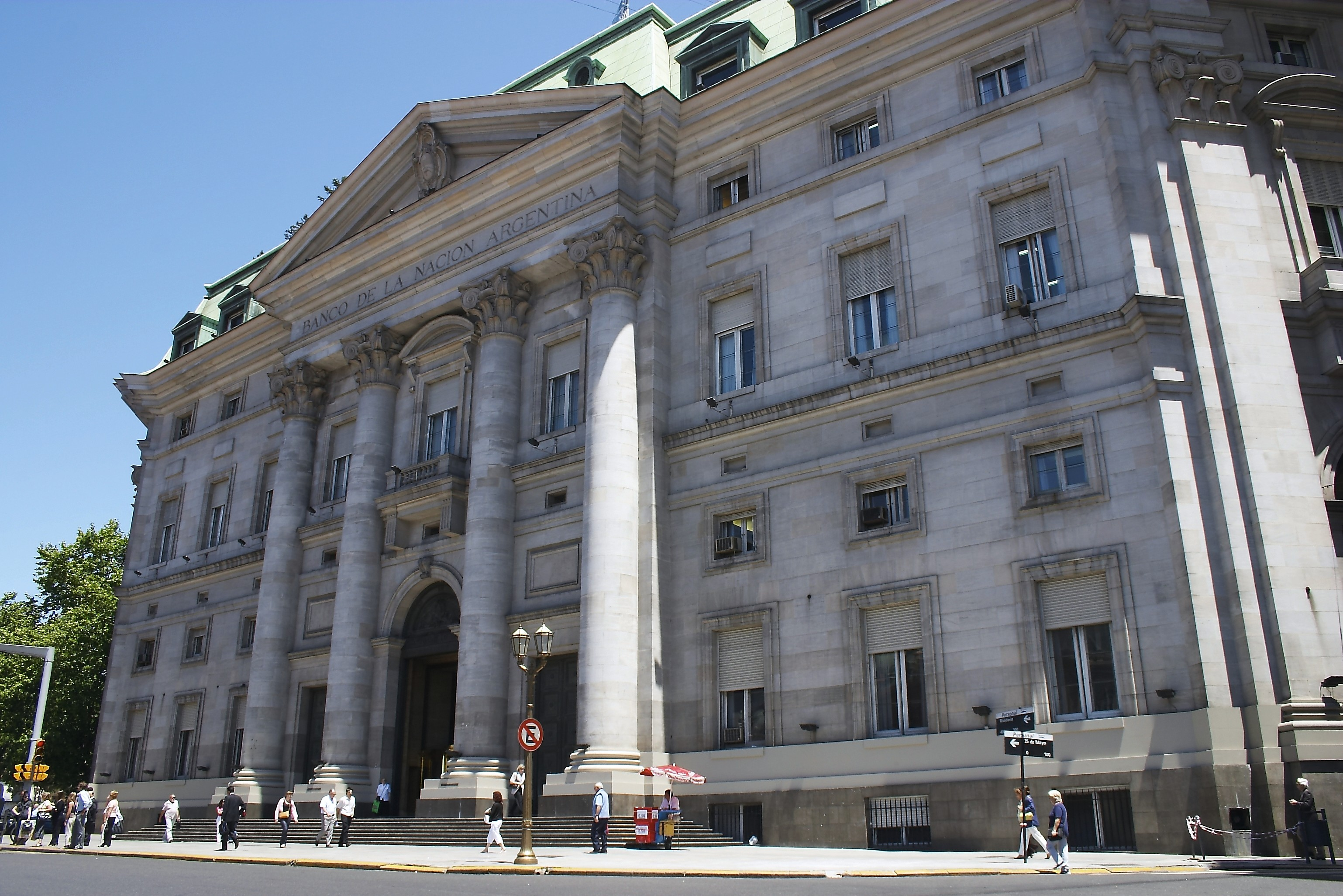
Sede do Banco de la Nación Argentina
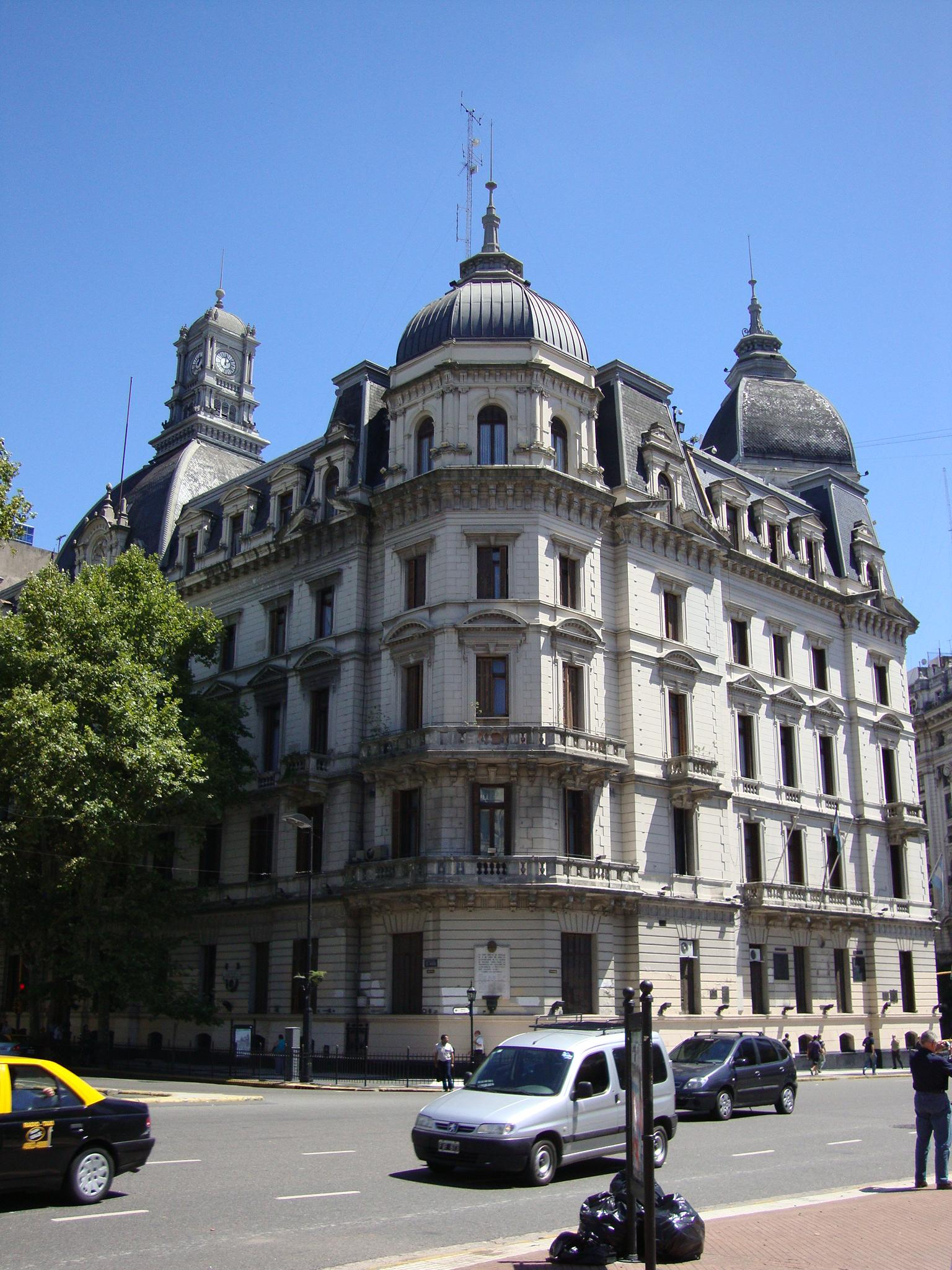
Jefatura de Gobierno de la Ciudad
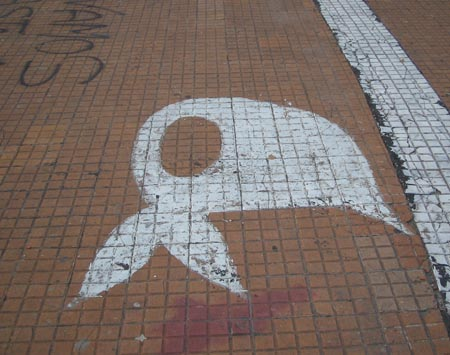
Símbolo das Madres de Plaza de Mayo pintado no centro da Praça